# VIIe congrès du Parti communiste (France)
Le VIIe congrès du Parti communiste français s'est tenu à Paris du 11 au 19 mars 1932.
Il est organisé dans les locaux de La Bellevilloise.

## Rapports
- Orientation politique (Thorez)
- Organisation du Parti (Duclos)
- Les luttes économiques et l'activité des communistes dans le cadre des syndicats (Frachon)
- La lutte contre la guerre impérialiste (Marty)

Nécessité de défendre l'URSS, présentée comme menacée par une intervention étrangère.

## Membres de la direction

### Bureau politique
- Titulaires : Marcel Cachin, Jacques Doriot, Jacques Duclos, André Ferrat, Benoît Frachon, Marcel Gitton, André Marty, Lucien Midol, Gaston Monmousseau, Pierre Semard, Maurice Thorez.